# Necremnoides fulvipropodeum
Necremnoides fulvipropodeum är en stekelart som beskrevs av Girault 1915. Necremnoides fulvipropodeum ingår i släktet Necremnoides och familjen finglanssteklar. Inga underarter finns listade i Catalogue of Life.